# ピオ・マルマイ
ピオ・マルマイ（Pio Marmaï、1984年7月13日 - ）はフランスの俳優。

## 略歴
フランス・ストラスブールのオペラハウスで働いていたセットデザイナーの父エンツォ・マルマイ (Enzo Marmaï) と衣裳デザイナーの母キャチー・ストルブ (Cathy Strub) の間に生まれる。演劇学校で演技を学び、2006年から舞台に立つようになると、2008年に『Didine』で映画デビューする。その後は映画を中心に、テレビや舞台でも活動している。
2018年のコメディ映画『トラブル・ウィズ・ユー』で第44回セザール賞の主演男優賞にノミネートされた（受賞はならず）。

## 私生活
パリ国立オペラのダンサーであるシャーロット・ランソンとの交際が報じられている。
2020年には2人の間に第1子が生まれることが明かされた。

## 主な出演作品
- 理想の出産 Un heureux événement (2011) - ニコラ・マル（ニコ）
- ナタリー La délicatesse (2011) - フランソワ
- 間奏曲はパリで La ritournelle (2014) - スタン
- おかえり、ブルゴーニュへ Ce qui nous lie (2017) - ジャン
- クリスマス・カンパニー Santa et Cie (2017) - トマ
- トラブル・ウィズ・ユー En liberté ! (2018) - アントワーヌ
- フェリチタ! Felicità (2020) - ティム
- パリ、夜の医者 Médecin de nuit (2020) - ディミトリ
- スーパーヒーローへの道 Comment je suis devenu super-héros (2020) - モロー
- 分裂 La fracture (2021) - ヤン・キャロン
- あのこと L'événement (2021) - 教授
- ダンサー イン Paris En corps (2022) - ロイック